# マンヌー・バンダーリー
マンヌー・バンダーリー（ヒンディー語: मन्नू भंडारी, 1931年4月3日 - 2021年11月15日）は、インドの作家。ヒンディー語で創作をし、社会の中で苦悩する者を心理描写を交えて描く。現代ヒンディー文学の代表的な作家の1人である。

## 生涯
イギリス領インド時代のマディヤ・プラデーシュ州の村に生まれる。父親は社会活動家の家庭で、ヒンディー語の術語辞典の執筆や文学活動を行っていた。彼が編纂した英語とヒンディー語やマラーティー語の辞書は、インド亜大陸の他言語で辞書を作る際の雛形にもなった。バンダーリーはラージャスターン州の高校に通っていた頃からインド独立運動に興味を持ち、デモや演説会に参加する。コルカタ大学で文学士課程を修了、バナーラス・ヒンドゥー大学で文学修士号を取得し、小学校教員を務めながら創作を始める。この時期に、ヒンディー作家のラージェンドラ・ヤータヴと知り合う。ヤータヴとはカースト（ジャーティ）が異なるために結婚を父親に反対され、次姉夫妻の協力によって結婚する。
デビュー作の短篇小説『私は負けた』（1957年）が文芸誌「短篇小説」に掲載されて好評を呼び、1964年までコルカタでカレッジの講師をしながら短篇を中心に執筆する。ヤータヴと共にデリーへ引っ越し、デリー大学下のカレッジでヒンディー文学を教えながら作家活動を続けた。ヤータヴとの共作をはじめとして長篇小説も発表した。
2021年11月15日、ハリヤーナー州グルグラムにて死去。90歳没。

## 作品
バンダーリーは社会の中で苦悩する者を心理描写を交えて描き、評価されている。個人や家族だけでなく、それを越えた社会の問題や、社会の問題を解決できない政治についても書いている。

### 家族
バンダーリーの小説は、新旧の価値観の対立や社会問題を題材としており、特に短篇小説では家族の問題として表現されている。夫婦間の軋轢による家族の崩壊や悲劇、伝統的な価値観の家長による専横に耐える家族、生活のすれ違いなどが描かれる。長篇『ぼくの庭にマンゴーは実るか』（1971年）では、夫婦の離婚と再婚によって居場所がなくなる少年の姿を描いている。この小説では、働く女性の離婚と再婚という当時のインドでは珍しい状況も書かれており、文学界で大きく評価された。

### 女性
インドの旧来の価値観では女性が男性（父親、夫、息子）に従うことを求められるが、バンダーリーはこのような価値観を問題とする。短篇『これが真実だ』（1966年）では、少女から成長過程にある主人公の悩みや葛藤を通してこの問題を描き、映画化もされた。

### 政治
家族を含めた社会問題の原因でもある政治についてもバンダーリーは書いている。デビュー作の『私は負けた』は、社会に奉仕できない政治家を風刺した内容だった。長篇『大宴会』では、非常事態があった1975年の政治腐敗を批判的に描いている。彼女がパドマ・シュリー勲章を拒否した理由には、こうした事情がある。

## 評価
バンダーリーは多くの文学賞を受賞している。長篇『大宴会』では、インド言語協会文学賞とウッタル・プラデーシュ州ヒンディー語協会賞を受賞した。1981年には優れた女性作家として中央ヒンディー語審議会から褒賞され、1983年には全インド文芸者協会の文学賞を受賞した。インディラ・ガンディー政権の時代にパドマ・シュリー勲章を与える決定があったが、バンダーリーは丁重に拒否している。 2004年にサーヒトヤ・アカデミー賞 、2008年には自伝的小説『En Hahani Yeh Bhi』で、過去10年に出版されたヒンディー語の優れた小説に与えられるVyas Sammanを受賞した。

## 主な著作

### 長篇小説
出典:
- 『Ek Inch Muskaan’'（1インチの微笑み）』（1962年） - ラージェンドラ・ヤータヴとの共作
- 『Aapka Bunty（ぼくの庭にマンゴーは実るか）』（1971年）
  - 『ぼくの庭にマンゴーは実るか』橋本泰元監訳、きぬのみちえ訳[注釈 1]、段々社、1999年
- 『Mahabhoj（大宴会）』（1979年）
- 『Swami （主）』（1982年）

### 中短篇小説
出典:
- 『Yahi Such Hai （これが真実だ）』（1966年）

### 戯曲
出典:
- 『Bina Deevaron Ke Ghar （壁のない家）』（1966年）
- 『Mahabhoj（大宴会）』（1988年） - 同名小説の戯曲化